# Allemagne de l'Ouest aux Jeux olympiques d'été de 1984
L'Allemagne de l'Ouest participe aux Jeux olympiques d'été de 1984 à Los Angeles aux États-Unis. 390 athlètes ouest-allemands, 267 hommes et 123 femmes, ont participé à 194 compétitions dans 25 sports. Ils y ont obtenu 59 médailles : 17 d'or, 19 d'argent et 23 de bronze.